# BORN AGAIN
『BORN AGAIN』（ボーン・アゲイン）は、1985年6月21日に発売された影山ヒロノブのアルバム。

## 概要
影山ヒロノブ自身が全曲作曲し、解散したレイジーのメンバーも樋口宗孝以外のメンバーがゲスト参加している。
1996年8月21日にCD文庫1500シリーズで復刻された。
2013年2月27日、新たにリマスターされ、シングルのみの発売だった4曲を追加し『BORN AGAIN +4』として再発売された。

## 収録曲
1. ブラインド・アレイ～Blind Alley～
2. ハリウッド・ナイト～Hollywood Night～
3. シェリー～Sherry～
4. サイレント・サマー～Silent Summer～
5. クラッシュ・オン・クラッシュ～Crush On Crush～
6. ブレイク・アウト～Bread Out～
7. 暗闇のレイン～Rain In The Dark～
8. 夏が壊れていく～Day Dream Blues～
9. オンリー・ワン・フォー・ミー～Only One For Me～
10. ファイナル・ヴィジョン～Final Vision～
11. セント・エルモス・ファイアー
12. ベイエリアの風
13. WILD BOY（影山ヒロノブ with Do-ya）
14. BACK TO THE DREAM（影山ヒロノブ with Do-ya）

※#11 - 14は『+4』のみのボーナストラック。#1 - 10の曲名は『+4』では英語のみの表記となっている。
- 作詞：麻生圭子（1-10）、影山ヒロノブ（3、12-14）、David Foster - John Parr（11、訳詞：山本さゆり）
- 作曲：影山ヒロノブ（1-10、12-14）、David Foster - John Parr（11）
- 編曲：須藤賢一（1-10、12-14）、難波正司（11）
- 弦編曲：難波正司（9、10）

## ゲストミュージシャン
- 高崎晃、田中宏幸、井上俊次（1）
- 松下誠（4、7）
- 鮫島秀樹（5）